# Tales from the Elvenpath
Tales from the Elvenpath es el primer álbum recopilatorio de la banda finlandesa Nightwish, fue lanzado el 18 de octubre de 2004 por la disquera Drakkar Entertainment. Elvenpath además es el nombre de una canción de Nightwish, del cual se inspiró el nombre del álbum, pero no se encuentra en la compilación porque fue lanzada por otra empresa disquera.

## Canciones
1. Wishmaster
2. Sacrament of Wilderness
3. End of all Hope
4. Bless the Child
5. Sleeping Sun
6. She is My Sin
7. Walking in the Air
8. Stargazers
9. Over the Hills and Far Away
10. The Kinslayer
11. Dead Boy's Poem
12. Sleepwalker
13. Nightquest
14. Lagoon
15. The Wayfarer

- Datos: Q962737